# Gonista bicolor
Gonista bicolor är en insektsart som först beskrevs av Wilhem de Haan 1842.  Gonista bicolor ingår i släktet Gonista och familjen gräshoppor. Inga underarter finns listade i Catalogue of Life.